# Zarządzanie przez kryzys
Zarządzanie przez kryzys (ang. Management by crisis) – wywoływanie sytuacji kryzysowych w celu osiągnięcia pożądanych reakcji w określonych grupach społecznych.
Jeśli trudno uzyskać poparcie dla pewnych pomysłów, można wywołać kryzys. Wywołujący kryzys powinien być do tego dobrze przygotowany, powinien umieć kontrolować wydarzenia i mieć opracowany plan powrotu do sytuacji stabilnej. Istotne jest też, aby (dla przeciętnego obserwatora) przyczyny i źródło kryzysu były niejasne, zakamuflowane. Jeśli plan się powiedzie ten, kto (wywołał kryzys, a następnie) zapanował nad sytuacją zyskuje autorytet wybawiciela, oponenci zaś tracą wiarygodność i zaufanie społeczne.